# Frisbee (Fahrgeschäft)
Frisbee ist die Bezeichnung eines Fahrgeschäftes, das aus einer sich während der Fahrt drehenden Schaukel besteht. Frisbee kam 1994 von der HUSS Maschinenfabrik GmbH & Co. KG. auf den Markt und wird mittlerweile in einer größeren Ausführung von der Firma Huss Park Attractions weitervertrieben. Das Fahrgeschäft ist sowohl in einer stationären als auch in einer transportablen Ausführung realisiert worden.
Die Stadt Ibbenbüren wies den Ort, an dem das Frisbee des Bremer Schaustellers Rudolf Robrahn alljährlich zur Großkirmes aufgestellt stand, seit dem Jahr 2006 zur Kirmeszeit mit einem eigenen Straßenschild als „Frisbeeplatz“ aus. 2014, nach genau 20 Jahren Spielzeit, verkaufte Robrahn das Frisbee nach Dubai und beendete damit diese Tradition.

## Hersteller
- Huss Rides („Frisbee“)
- SBF Visa („Dance Party“)
- Fabbri („Boomerang“)

## Unvollständige Liste der gebauten Anlagen von HUSS (stationär und reisend)
| Name                     | Baunummer | Baujahr | Status        | Betreiber                                | Land                   | Vorbesitzer                                                                                        | Bemerkungen                                             |
| ------------------------ | --------- | ------- | ------------- | ---------------------------------------- | ---------------------- | -------------------------------------------------------------------------------------------------- | ------------------------------------------------------- |
| Frisbee                  | 73 126    | 1994    | In Betrieb    | Mellors Group Ltd. (GB)                  | Vereinigtes Königreich | 1994–2014: Rudolf Robrahn (Bremen)                                                                 | Nr. 1, Standort derzeit Global Village in Dubai         |
| Xtreme Frisbee, Frisbee  | 73 127    | 1995    | In Betrieb    | Canobie Lake Park (USA), seit 2007       |                        | 1995–97: Rudolf Robrahn (Bremen) 1998–99: Hohl + van Berg (Stuttgart) 2000–2004: Särkänniemi (FIN) | Nr. 2                                                   |
| Crazy Beach Party        | 73 128    | 1995    | verschrottet  | Playland Vancouver (CAN) bis Juni 2022   |                        | 1995–2000: Oscar Bruch (Andernach)                                                                 | Verkauf gescheitert, Verschrottung im Juni 2022         |
| Frisbee                  | 75 998    | 1996    | In Betrieb    | Fam. Gould (USA)                         |                        | 1996–2017: Franz Goetzke (München)                                                                 | Nr. 4, Standort derzeit Gillian's Wonderland Pier (USA) |
| Frisbee                  | 75 999    | 1997    | außer Betrieb | Tianjin Water Park (China)               |                        | 1997–2001: H. Lehrmann (Leipzig)                                                                   |                                                         |
| Belanitus Rache, Frisbee | 83 340    | 1997    | In Betrieb    | Belantis (Leipzig)                       | Deutschland            | 1997–1999: Wingender (Mayen)                                                                       | ehemalige Reiseanlage in Parkanlage umgebaut            |
| Hurricane                |           | 1995    |               | Everland (Südkorea)                      |                        | | Parkanlage                                              |
| Side Kick                |           | 1999    | In Betrieb    | Movie Park Germany (Bottrop-Kirchhellen) | Deutschland            | | Parkanlage                                              |